# Стругальний верстат
Струга́льний верста́т (англ. shaper, planer) — 
1) Металорізальний верстат для оброблення (стругання) різцями плоских та фасонних поверхонь з горизонтальним зворотно-поступальним рухом інструмента і прямолінійним періодичним рухом подачі заготовки.
Розрізняють поперечно- і поздовжньо-стругальні верстати. На поперечно-стругальних верстатах різець рухається відносно закріпленого на столі виробу, на поздовжньо-стругальних — стіл з виробом переміщується відносно нерухомого різця.

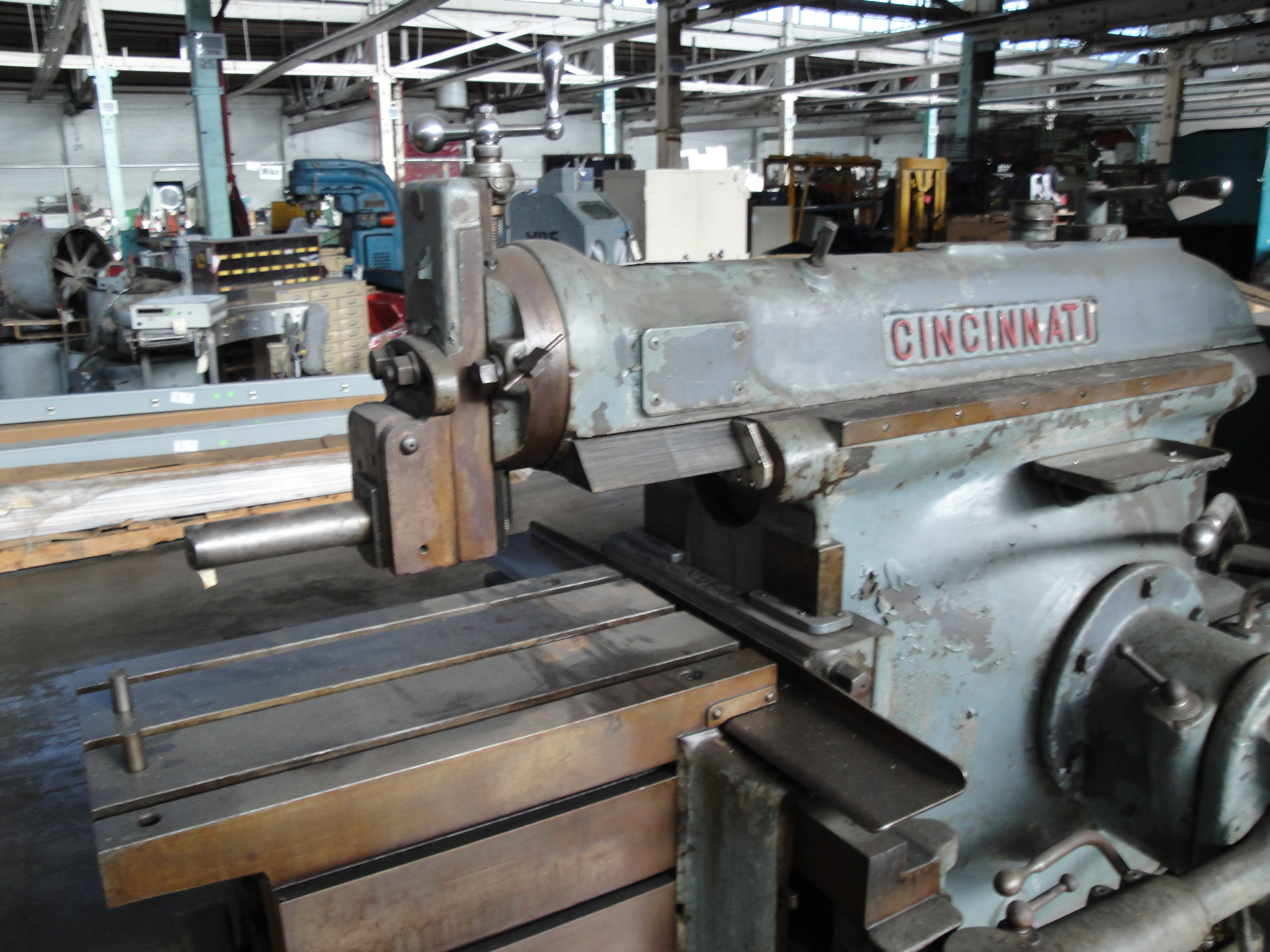
Поперечно-стругальний верстат
Кулісно-кривошипний привод поперечно-стругального верстата
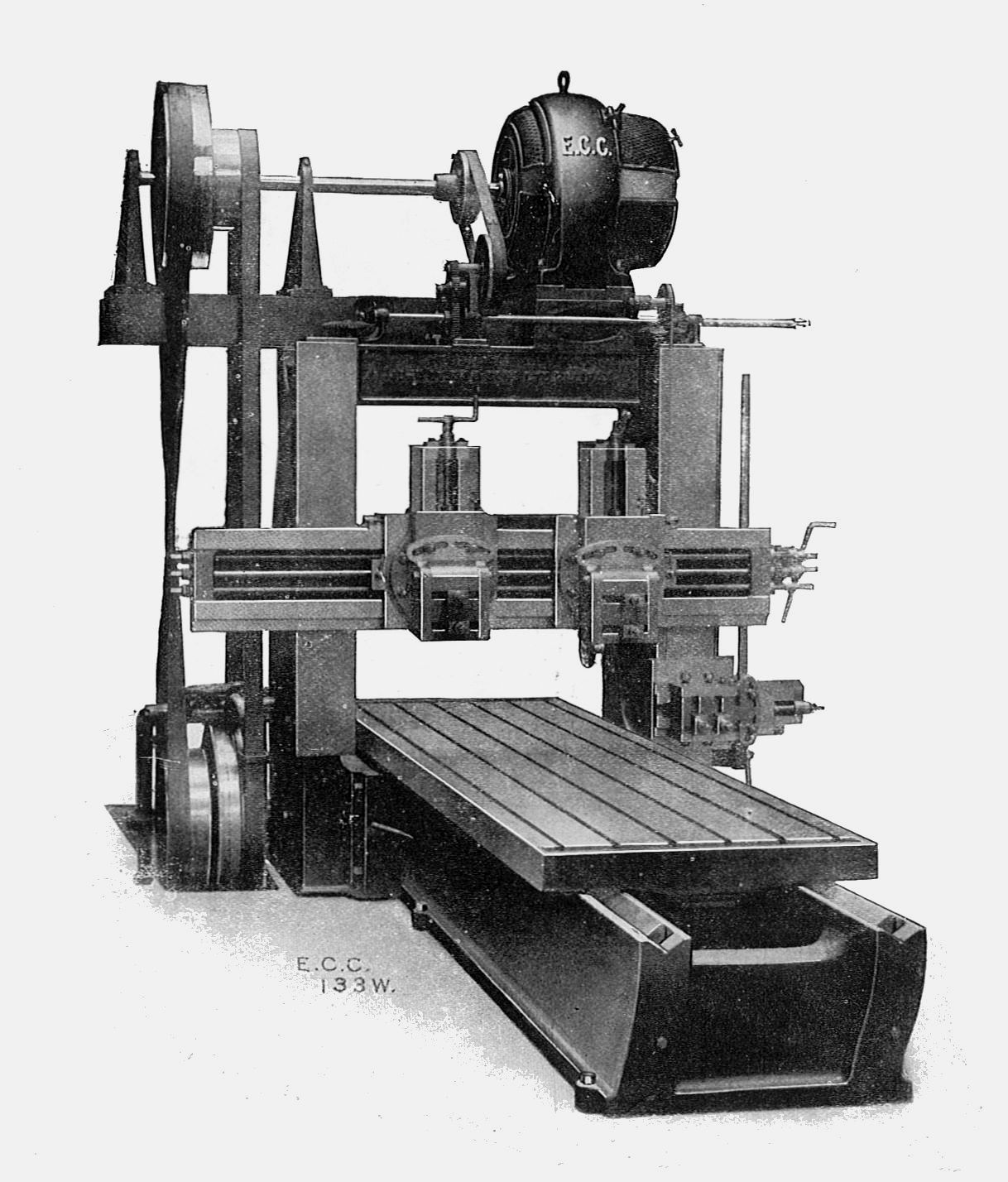
Поздовжньо-стругальний верстат з рухомим столом (1920)

Різання відбувається під час робочого ходу, далі відбувається зворотній хід (з вищою швидкістю), при якому різець (або виріб) повертається до початкового положення. Швидкість головного руху залишається сталою у всіх поздовжньо-стругальних верстатів і поперечно-стругальних з гідравлічним приводом та змінюється (від нуля до максимальної й знов до нуля) у поперечно-стругальних верстатів з приводом від кулісно-кривошипного механізму. У кінці кожного холостого ходу здійснюється рух подачі (у поперечному напрямі відносно напряму головного руху). У поперечно-стругальних верстатів він робиться столом із закріпленою на ньому заготовкою, у проздовжньо-стругальних — різцю, закріпленому у супорті.
Поперечно-стругальні верстати призначені для обробки дрібних і середніх виробів, поздовжньо-стругальні — для обробки виробів великих або одночасно кількох середніх, а також з вузькими довгими поверхнями. За принципом обробки на стругальні верстати схожі довбальні верстати. Стругальні металообробні верстати застосовують головним чином в індивідуальному і дрібносерійному виробництві.
2) Узагальнена технологічна назва деревообробного верстата, на якому способом стругання формується гладка плоска поверхня деталі (циклювальний верстат) або отримується стружка-напівфабрикат, наприклад струганий шпон (шпоностругальний верстат, стружковий верстат тощо). Різальний інструмент стругального верстата — стругальний ніж робить вертально-поступальний або плоский коловий рух чи встановлюється нерухомо.
3) Застаріла назва деревообробного верстата для обробки фрезами плоских поверхонь. До стругальних верстатів у цьому випадку відносять рейсмусові верстати, фугувальні верстати, верстати довбальні тощо.

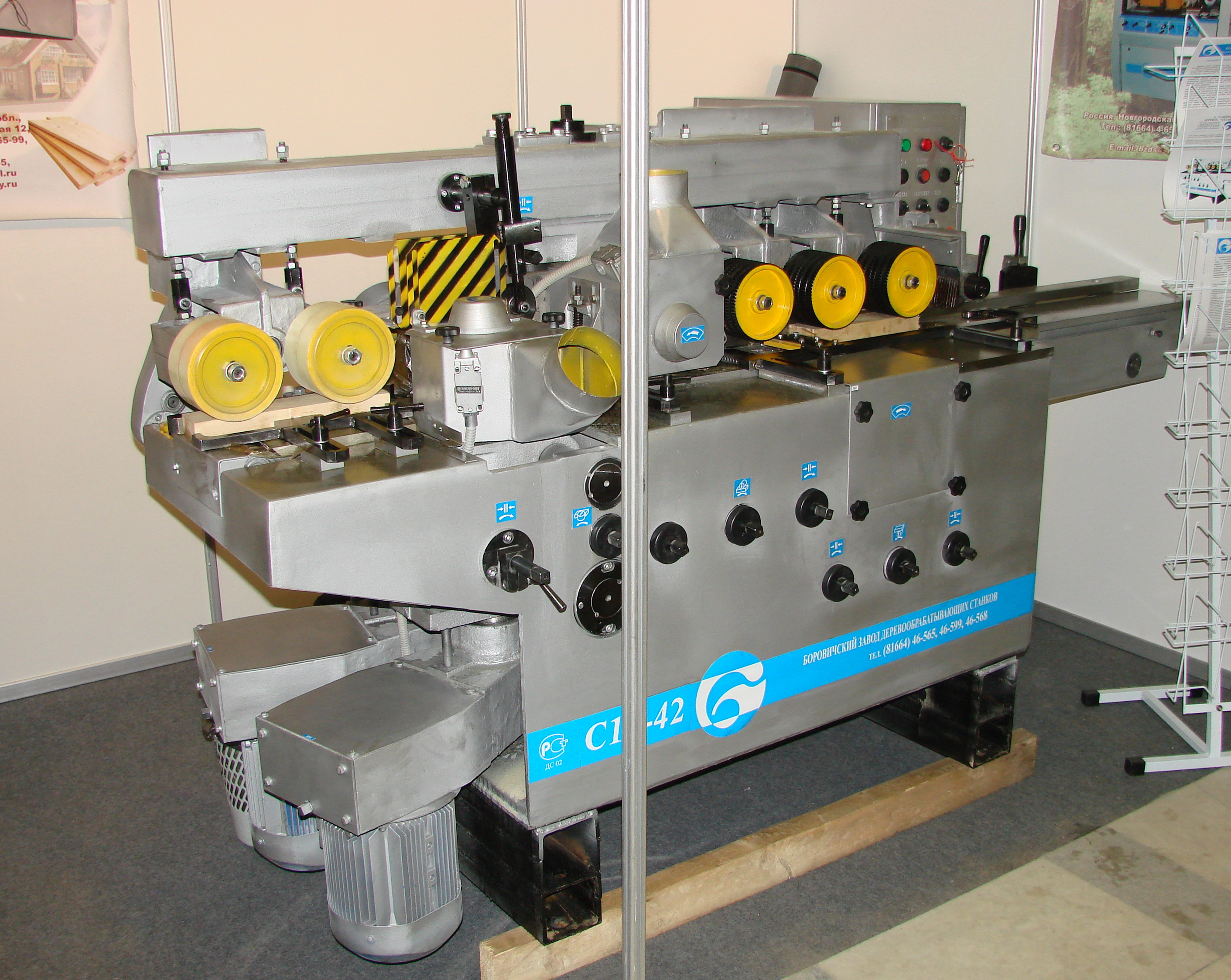
Стругальний деревообробний верстат
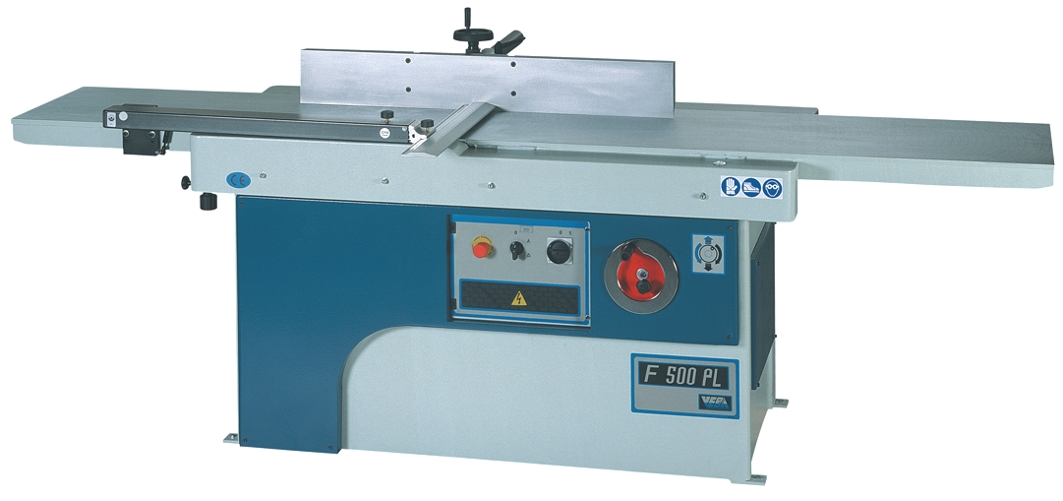
Фугувальний верстат
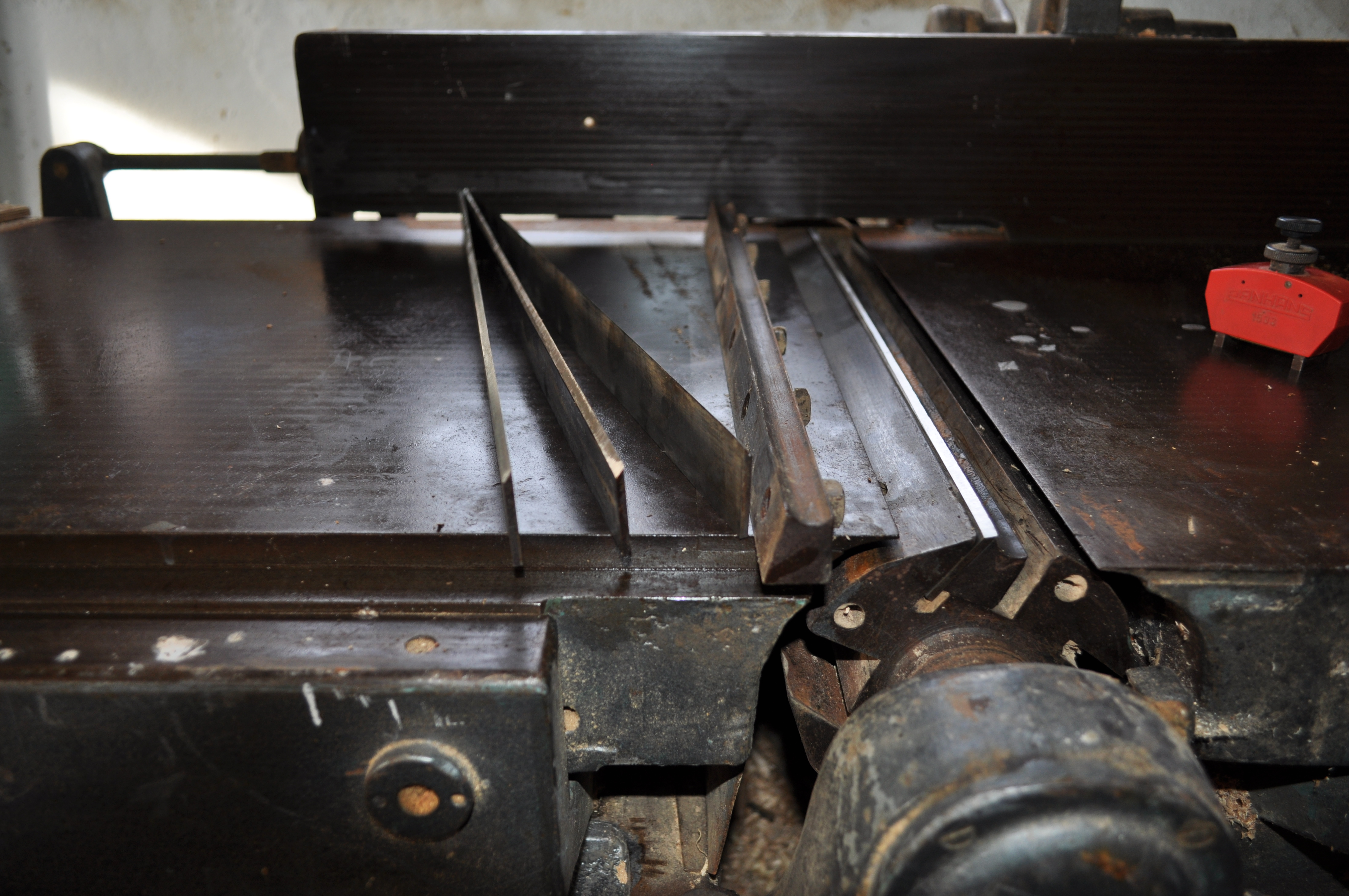
Стругальна головка деревообробного фугувального верстата